# Ситкин, Владимир Александрович
Владимир Александрович Ситкин (6 декабря 1934, Николаев — 17 января 2019, Киев) — советский легкоатлет, специализировавшийся в прыжках в высоту. Чемпион СССР 1957 года. Участник летних Олимпийских игр 1956 года. Экс-рекордсмен СССР (1954, 1955). Мастер спорта СССР (1956).

## Биография
Родился 4 декабря 1934 года в Николаеве.
Во время войны семью эвакуировали в район Уфы, а после её окончания Ситкины вернулись на Украину, поселившись в Бердичеве.
Владимир Александрович начал заниматься прыжками в высоту под руководством Василия Александровича Жабенко. Вскоре стал рекордсменом СССР среди юношей с результатом 1,80 м. Окончил Киевский государственный институт физической культуры. В период учёбы тренировался у Владимира Зайцева, в дальнейшем — под руководством Эдмунда Исидоровича Рохлина и Владимира Михайловича Дьячкова. Выступал за Вооружённые силы СССР.
Дважды (в 1955 и 1956 годах) становился бронзовым призёром чемпионатов СССР. В 1956 году на летних Олимпийских играх в Мельбурне занял шестое место. В 1957 году победил в чемпионате СССР с личным рекордом 2,09 м. 
Трёхкратный серебряный призёр Спартакиады дружественных армий 1958 - в прыжках в длину, высоту, а также в составе команды по военно-прикладному троеборью.
После окончания спортивной карьеры некоторое время работал в Германии начальником физподготовки и спорта в армейской части.
Умер 17 января 2019 года в Киеве. Похоронен на Байковом кладбище.

## Основные результаты

### Международные
| Год  | Соревнования            | Место проведения    | Место | Результат |
| ---- | ----------------------- | ------------------- | ----- | --------- |
| 1956 | Летние Олимпийские игры | Мельбурн, Австралия | 6     | 2,00 м    |

### Национальные
| Год  | Соревнования   | Место проведения | Место | Результат |
| ---- | -------------- | ---------------- | ----- | --------- |
| 1955 | Чемпионат СССР | Тбилиси          | 3     | 1,97 м    |
| 1956 | Чемпионат СССР | Москва           | 3     | 2,00 м    |
| 1957 | Чемпионат СССР | Москва           | 1     | 2,09 м    |

## Награды
- Медаль «За трудовую доблесть» (27.04.1957) — «за успехи, достигнутые в деле развития массового физкультурного движения в стране, повышения мастерства советских спортсменов, и успешное выступление на международных соревнованиях»[8]